# Morti nel 1577
| Questa pagina contiene informazioni ricavate automaticamente dalle voci biografiche con l'ausilio del template Bio e di un bot. L'aggiornamento è periodico e automatico e ricostruisce completamente la pagina. Se manca una persona in questa lista, sei pregato di non aggiungerla, ma accertati piuttosto che la sua voce biografica contenga il template Bio e che i dati anagrafici siano correttamente compilati. Se il template Bio manca, inseriscilo tu stesso o, in alternativa, metti l'avviso {{tmp\|Bio}} che ne segnala la mancanza. Se i dati riportati sono sbagliati, correggi direttamente la voce biografica; le modifiche saranno visibili in questa lista entro pochi giorni. Per chiarimenti vedi il progetto biografie. La lista contiene solo le 79 persone che sono citate nell'enciclopedia e per le quali è stato implementato correttamente il template Bio. Pagina aggiornata al 2 lug 2025. |

## Gennaio(4)
- 6 gennaio - Guglielmo Della Porta, scultore italiano
- 14 gennaio - Jakob Bagge, ammiraglio svedese (n. 1502)
- 18 gennaio - Nicolò Ormaneto, vescovo cattolico italiano
- 23 gennaio - Nicola di Lorena, nobile francese (n. 1524)

## Febbraio(3)
- 1º febbraio - Rodrigo Vadillo, vescovo cattolico spagnolo (n. 1506)
- 3 febbraio - Kamiizumi Nobutsuna, militare giapponese (n. 1508)
- 26 febbraio - Erik XIV di Svezia, re svedese (n. 1533)

## Marzo(3)
- 8 marzo - Giulia Sanseverino, nobildonna italiana
- 23 marzo - Carlo II di Baden-Durlach, nobile tedesco (n. 1529)
- 25 marzo - Luigi III de La Trémoille, nobile francese (n. 1521)

## Aprile(4)
- 8 aprile - Girolamo da Paradisoni, religioso italiano (n. 1525)
- 10 aprile - Juan de Juni, scultore francese (n. 1506)
- 11 aprile - Nicola Vicentino, compositore e teorico della musica italiano (n. 1511)
- 13 aprile - Bartolomeo Scappi, cuoco italiano (n. 1500)

## Maggio(5)
- 10 maggio - Francesco II Gonzaga-Novellara, nobile italiano (n. 1519)
- 11 maggio - Caterina de Cardona, nobildonna e monaca cristiana spagnola (n. 1519)
- 26 maggio - Carlo Gualteruzzi, letterato e filologo italiano (n. 1500)
- 28 maggio - Maria Bartolomea Bagnesi, religiosa italiana (n. 1514)
- 31 maggio - García Álvarez de Toledo y Osorio, militare, politico e nobile spagnolo (n. 1514)

## Giugno(7)
- 4 giugno - Alvise I Mocenigo, doge (n. 1507)
- 7 giugno - Daniele di Waldeck, militare tedesco (n. 1530)
- 12 giugno - Orazio Samacchini, pittore italiano (n. 1532)
- 26 giugno - Bartolomeo Giugni, arcivescovo cattolico italiano
- 26 giugno - Biagio di Monluc, generale e scrittore francese (n. 1502)
- 29 giugno - Andrés de Oviedo, patriarca cattolico e gesuita spagnolo (n. 1518)
- 30 giugno - Frances de Vere, nobildonna inglese (n. 1516)

## Luglio(2)
- 2 luglio - Louis Le Roy, scrittore francese
- 23 luglio - Scipione Rebiba, cardinale e arcivescovo cattolico italiano (n. 1504)

## Agosto(1)
- 12 agosto - Thomas Smith, diplomatico e politico inglese (n. 1513)

## Settembre(6)
- 7 settembre - Maria d'Aviz, nobile portoghese (n. 1538)
- 10 settembre - Augustinus Hunnaeus, teologo tedesco (n. 1521)
- 11 settembre - Alexandru II Mircea, principe (n. 1529)
- 11 settembre - Pedro de Villagra, generale e esploratore spagnolo (n. 1513)
- 27 settembre - Diego de Covarrubias y Leiva, giurista, politico e arcivescovo spagnolo (n. 1512)
- 29 settembre - Gjon Buzuku, vescovo cattolico albanese (n. 1499)

## Ottobre(6)
- 3 ottobre - Enrico IX di Waldeck, nobile tedesco (n. 1531)
- 7 ottobre - George Gascoigne, poeta britannico (n. 1535)
- 10 ottobre - Maria d'Aviz, principessa portoghese (n. 1521)
- 13 ottobre - Julián Romero, militare spagnolo (n. 1518)
- 14 ottobre - Françoise di Brézé, nobildonna francese (n. 1515)
- 22 ottobre - Sebastiano Ferrero-Fieschi, vescovo cattolico italiano (n. 1527)

## Novembre(4)
- 3 novembre - Innocenzo Ciocchi del Monte, cardinale italiano (n. 1532)
- 19 novembre - Matsunaga Hisahide, militare giapponese (n. 1508)
- 24 novembre - Scià Isma'il II, sovrano persiano (n. 1537)
- 30 novembre - Cutberto Mayne, presbitero inglese (n. 1543)

## Dicembre(3)
- 2 dicembre - Troilo Orsini, diplomatico e condottiero italiano (n. 1547)
- 18 dicembre - Anna di Sassonia, principessa tedesca (n. 1544)
- 24 dicembre - Andrea Amati, liutaio italiano

## Senza giorno specificato(31)
- Joos Aerts, scultore olandese
- Afonso Álvares Guerreiro, poeta portoghese
- Bartolomeo Arnigio, medico e poeta italiano (n. 1523)
- Viglius van Aytta, politico olandese (n. 1505)
- Nicolas Béatrizet, incisore francese
- Rémy Belleau, poeta francese (n. 1528)
- Hartmann Beyer, teologo tedesco (n. 1516)
- Melchor Bravo de Saravia, generale spagnolo (n. 1512)
- Antonio Canal, ammiraglio e politico italiano (n. 1521)
- Damasceno Studita, scrittore e vescovo ortodosso ottomano (n. 1500)
- Sisto Diuzioli, vescovo cattolico italiano
- Rodrigo Gil de Hontañón, architetto spagnolo (n. 1500)
- Devlet I Giray (n. 1512)
- Vincenzo Grandi, scultore italiano (n. 1493)
- Francesco Horologi, ingegnere militare italiano
- Antonio Lafreri, incisore e cartografo francese (n. 1512)
- Antonio Lauro, vescovo cattolico italiano (n. 1498)
- Léonard Limosin, orafo